# ابوتراب

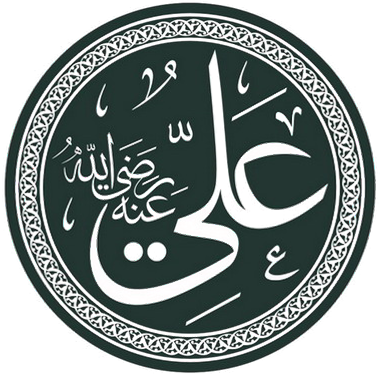
تصویری از نام های علی با نام علی رضی اللّٰه عنه

ابوتراب به معنای پدر خاک، کُنیه‌ای است که به  علی بن ابی طالب،  امام نخستین شیعیان و اهل سنت شافعی نسبت داده شده‌است. بر اساس روایات، این لقب توسط محمد به علی داده شد، زمانی که علی را دید که در حالی که خاک آلوده خوابیده بود.

## ابوتراب در منابع شیعه
منابع شیعه روایت‌های نقل شده در برخی منابع اهل سنت که مدعی اختلاف میان علی بن ابیطالب و فاطمه بودند را جعل شده در دوران بنی امیه و معاویه دانسته و منابع آن را نیز مخدوش می‌دانند. به عقیده شیعه با توجه به بغض بنی امیه نسبت به علی بن ابیطالب و همچنین عصبانیت دختر پیامبر اسلام از برخی صحابه که منجر به دفن مخفیانه وی گردید، این روایات جعل گردید تا به تضعیف جایگاه علی بن ابیطالب در نزد مسلمانان منتهی گردد.
شیخ صدوق به نقل از ابوالعباس احمد بن یحیی سلسه‌وار از عبدالله بن عباس نقل کرده که از او پرسید چرا پیامبر علی بن ابیطالب را به این لقب مفتخر کرد؟ عبدالله بن عباس گفت:
چون علی صاحب زمین و حجت خدا بر اهلش می‌باشد و به واسطه او زمین باقی می‌ماند و بخاطر وی زمین آرام می‌گیرد و از پیامبر شنیدم که فرمود: روزی که قیامت بر پا شود و کافر ببینید که چقدر اجر و ثواب و کرامت برای شیعیان علی آماده کرده‌است، گوید که ای‌کاش من خاک بودم [از شیعیان علی بودم] و همین قسمت کلام خداوند متعال است که فرماید: «و یقول الکافر یا لیتنی کنت ترابا»

## ابوتراب در فرهنگ فتیان و صوفیان
فتیان و جوانمردان و پاره‌ای از صوفیان که علی را مظهر فتوت و جوانمردی می‌دانستند این کنیه را اشاره به خصوصیت جوانمردی و خاکساری او می‌دانستند. علی همدلی فراوانی با غیر اعراب نشان می‌داد که نمونه آن مجازات عبیدالله بن عمر به جهت قتل هرمزان به اتهام واهی دست داشتن او در قتل عمر (خلیفه دوم) بود. وی میان عرب و غیر عرب تفاوتی نمی‌گذاشت همان‌گونه که اول بار پیامبر اسلام از عون جوانمرد برای علی بن ابیطالب استفاده کرد و گفت: «جوانمرد نیست مگر علی».

## توهین به علی ابن ابی طالب
توهین به علی ابن ابی طالب در دوران بنی امیه از سوی دستگاه حکومتی ترویج می‌گردید. آنگونه که از منابع اولیه همچون تاریخ طبری بدست می‌آید استفاده از این عنوان برای توهین به علی صورت می‌گرفت.
از جمله محمد بن عبید بن محاربی نقل کرده‌است که به سهل بن سعد (از صحابه پیامبر اسلام) گفتند که: «حاکم مدینه کسی را فرستاد تا تو را مجاب کند که علی را ناسزا گویی»
وی پرسید: «مثلاً چه گویم؟»
گفت: «مثلاً بگویی که او ابوتراب است».
سهل بن سعد در پاسخ گفت که «بخدا این نام را پیغمبر خدا به او داد». وی در ادامه چگونگی انتساب را نقل کرد که در قسمت بالا ذکر شد.
در دوران بنی امیه همچنین روایتی دیگری نیز در انتساب توهین آمیز این لقب به وی جعل گردید.

## دیدگاه تاریخی
به نوشته دائرةالمعارف تشیع منابع شیعه و غیر شیعه دربارهٔ این کنیه و اینکه از سوی پیامبر اسلام قبل از ازدواج با فاطمه زهرا به او اعطا شده‌است اتفاق نظر دارند.